# Michael Walter (Kriminologe)
Michael Walter (* 18. April 1944 in Lübeck; † 7. März 2014 in Köln) war ein deutscher Jurist und Kriminologe.

## Leben
Michael Walter studierte ab 1963 in München und Hamburg bis zu seinem Ersten Staatsexamen 1967 Jura. Nach dem Zweiten Staatsexamen 1971 wurde er wissenschaftlicher Assistent am Seminar für Jugendrecht der Universität Hamburg. Er wurde 1970 unter Betreuung von Rudolf Sieverts mit der Dissertation Resozialisierung durch darstellendes Spiel in der Vollzugsanstalt zum Dr. jur. promoviert. An 1971 war er Assistent und wissenschaftlicher Assistent; die Habilitation folgte 1980. Von 1977 bis 1984 war Walter Professor an der Universität Hamburg, von 1984 bis zur Emeritierung 2009 lehrte er an der Universität zu Köln als ordentlicher Professor für Kriminologie und Strafrecht und war Direktor des Instituts für Kriminologie. Seit 1971 hatte Walter verschiedene Ämter und Tätigkeiten bei der Deutschen Vereinigung für Jugendgerichte und Jugendgerichtshilfen e.V. (DVJJ) inne, 2002 bis 2006 war er Vorsitzender des Landespräventionsrates Nordrhein-Westfalen. Walter ist Autor und Herausgeber zahlreicher Veröffentlichungen zum Jugendrecht, zur Kriminologie, den kriminalrechtlichen Sanktionen sowie zu kriminalpolitischen Fragestellungen. Ein besonderes Anliegen war ihm der Täter-Opfer-Ausgleich bei jugendlichen Straftätern als Alternative zu Haftstrafen.
Vom 1. Januar 2011 bis zum 30. September 2013 war Michael Walter als Justizvollzugsbeauftragter des Landes Nordrhein-Westfalen tätig. Er unterstützte dabei das Justizministerium in grundsätzlichen Angelegenheiten des Justizvollzugs als unabhängiger Berater. Dieses Amt gab er aus gesundheitlichen Gründen im September 2013 auf.
Michael Walter war Sohn eines Lübecker Kunsterziehers und Bühnenbildners und einer Schauspielerin. Er war in zweiter Ehe verheiratet mit der studierten Kunstpädagogin Regina Walter, mit der er einen gemeinsamen Sohn hat. Ein weiterer Sohn, aus seiner ersten Ehe, ist Tonio Walter, Professor für Strafrecht an der Universität Regensburg. Walter entspannte sich beim autodidaktisch gelernten Malen von Naturbildern.

## Schriften (Auswahl)
- Gewaltkriminalität: Erscheinungsformen – Entstehungsbedingungen – Antworten, 2. Auflage, Boorberg, Stuttgart 2014, ISBN 978-3-415-04100-4.
- mit Frank Neubacher: Jugendkriminalität: eine systematische Darstellung, 4. Auflage, Boorberg, Stuttgart 2011, ISBN 978-3-415-04693-1.
- mit Thomas Brand und Angelika Wolke: Einführung in kriminologisch-empirisches Denken und Arbeiten, Boorberg, Stuttgart 2009, ISBN 978-3-415-04264-3.
- Strafvollzug, 2. Auflage, Boorberg, Stuttgart 1999, ISBN 978-3-415-02568-4.
- Der Rücktritt vom Versuch als Ausdruck des Bewährungsgedankens im zurechnenden Strafrecht, Schwart, Göttingen 1980, ISBN 978-3-509-01148-7.